# اسکایلاین (ویرجینیای غربی)
اسکایلاین (به انگلیسی: Skyline) یک منطقهٔ مسکونی در ایالات متحده آمریکا است که در شهرستان مینرال، ویرجینیای غربی واقع شده‌است.